# Synegia nigrellata
Synegia nigrellata là một loài bướm đêm trong họ Geometridae.